# Ariobarzan II. od Ponta
Ariobarzan II. od Ponta (perz. Ariyabrdhna, grč. Aριoβαρζάνης) je od 363. do 337. pr. Kr. vladao kao satrap maloazijske pokrajine Pont u službi Perzijskog Carstva. Na mjestu satrapa naslijedio je svog oca Mitridata I. Drevni izvori navode da je ranije (368. pr. Kr.) imao visoku poziciju na perzijskom dvoru, te je u ime velikog kralja poslan u diplomatsku misiju u Grčku. Ariobarzana II. od Ponta drevni povjesničari poput Diodora nerijetko miješaju s Ariobarzanom od Frigije. Godine 337. pr. Kr. na mjestu vladara Kiosa naslijedio ga je Mitridat II., za koga se vjeruje da mu je bio sin.

## Poveznice
- Mitridat I.
- Mitridat II.

| Prethodnik:                    | Satrap Ponta (363. - 337. pr. Kr.) | Nasljednik:                        |
| Mitridat I. (? - 363. pr. Kr.) | Satrap Ponta (363. - 337. pr. Kr.) | Mitridat II. (337. - 302. pr. Kr.) |

## Vanjske poveznice
- Ariobarzan (Ariobarzanes), AncientLibrary.com  Arhivirana inačica izvorne stranice od 31. prosinca 2005. (Wayback Machine)